# Henriette Mikkelsen
Henriette Mikkelsen (Nykøbing Mors, 21 de setembro de 1980) é uma ex-handebolista profissional dinamarquesa, campeã olímpica, atuava como goleira.
Henriette Mikkelsen fez parte do elenco medalha de ouro, de Atenas 2004.